# Grønlands Handelsskole
Grønlands Handelsskole (grønlandsk: Niuernermik Ilinniarfik ("Det sted man lærer at handle")) er en handelsskole på Grønland. Handelsskolen har to afdelinger, en i Nuuk (Godthåb) og en i Qaqortoq (Julianehåb).

## Handelsskolen i Nuuk
Afdelingen i Nuuk huser ca. 350 elever og studerende fordelt på mange forskellige uddannelser - samt omkring 1000 kursister årligt.
Skolen udbyder en lang række uddannelser, der i store træk svarer til de danske: TNI Basis og TNI (HG), TNI-12 (HGS), NI-1 (1-årig HHX til gymnasieuddannede), forskellige linjer inden for akademiuddannelserne, juridisk sagsbehandleruddannelse, finansuddannelsen samt forskellige lederuddannelser.
Desuden har skolen et samarbejde med Aalborg Handelsskole og Tietgen i Odense, hvilket medfører i udveksling af elever og lærere.
Derudover udbydes en lang række forskellige kurser og efteruddannelser via skolens kursusafdeling og ledelsesakademi.

## Handelsskolen i Qaqortoq
På handelsskolen i Qaqortoq er der omkring 180 daglige elever og studerende fra hele landet fordelt på TNI (HG), HHX og serviceøkonomuddannelsen med speciale i turisme. Der er ca. 30 ansatte. Handelsskolen i Qaqortoq (Julianehåb) er den eneste butiksskole i Grønland med skoleophold for detailelever og virksomhedskurser for detailhandelen. Desuden er skolen en del af det grønlandske hjemmestyres realkompetencesystem, idet der afholdes kompetenceudviklingskurser for for ufaglærte butiksmedarbejdere i hele landet.
Handelsskolen i Qaqortoq tilbyder også aftenskolekurser som fx akademimerkonom.
Til skolen er der knyttet kollegieværelser til cirka 130 studerende.